# Oribatella angulosa
Oribatella angulosa är en kvalsterart som beskrevs av Csiszár 1962. Oribatella angulosa ingår i släktet Oribatella och familjen Oribatellidae. Inga underarter finns listade i Catalogue of Life.